# Jenny Kallur
Jenny Margareta Kallur (ur. 16 lutego 1981 w Nowym Jorku) – szwedzka lekkoatletka, specjalistka od krótkich biegów płotkarskich. Jenny Kallur to córka Andersa Kallura, szwedzkiego hokeisty grającego w zespole New York Islanders. Jej siostra – bliźniaczka Susanna Kallur (młodsza o kilka minut) również uprawia z powodzeniem biegi przez płotki. Wyniki Jenny Kallur są nieco słabsze niż jej siostry – jej rekord życiowy w biegu na 100 m przez płotki wynosi 12,85 s i jest o 0,36 s gorszy od wyniku Susanny.
W 2011 ogłosiła zakończenie kariery lekkoatletycznej.

## Największe osiągnięcia
- halowe mistrzostwa świata: 60 m ppł 2006 – 8. miejsce
- halowe mistrzostwa Europy: 60 m ppł 2005 – 2. miejsce (1. miejsce zajęła jej siostra Susanna)
- mistrzostwa świata: 100 m ppł 2005: – 6. miejsce

## Rekordy życiowe
- Bieg na 100 metrów przez płotki – 12,85 (2005)
- Bieg na 60 metrów przez płotki – 7,92 (2005)